# Pigna (rione de Roma)
El rione Pigna es el noveno de los barrios (rione) del centro histórico de Roma, el cual es designado la sigla R. IX. 

## Descripción

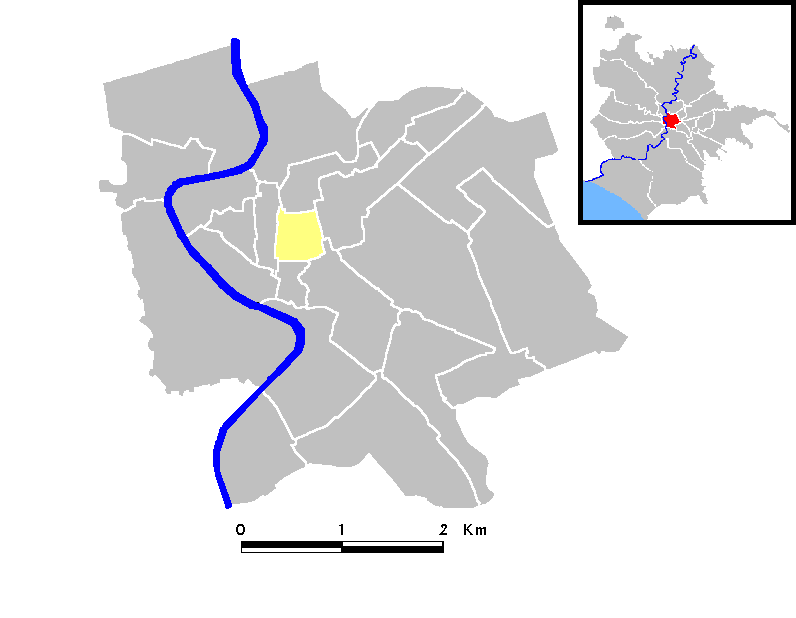
Ubicaciòn del rione Pigna.

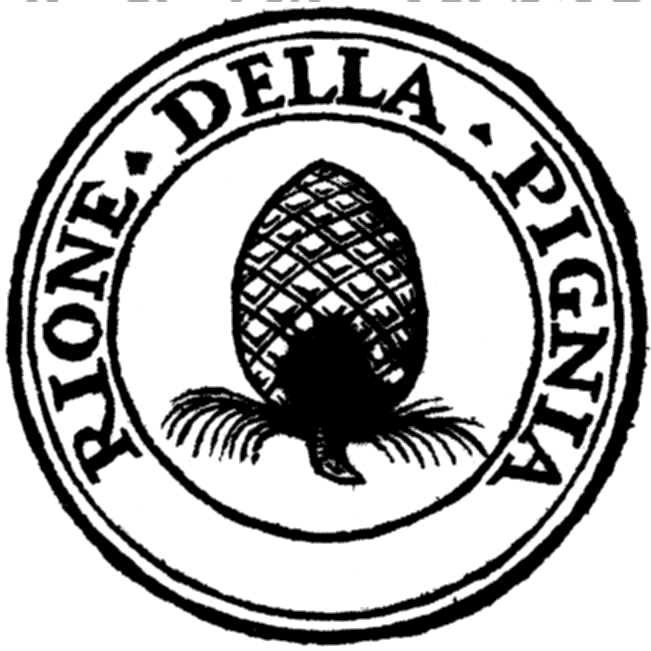
Escudo del rione Pigna.

El escudo del barrio es una piña, y debe su nombre a una escultura monumental de origen romano que fue encontrada en el barrio durante el Renacimiento, siendo llevada al Vaticano y ubicada en el actual Patio de la Piña.
El rione Pigna se ubica en el I Municipio, al interior de las murallas Aurelianas en la zona de Roma que, en tiempos del imperio, era denominada Campus Martius en la VII regio augustea. Tiene una forma, prácticamente cuadrada, delimitada por: el Panteón de Agripa, la calle largo di Torre Argentina, la vía delle Botteghe Oscure y Piazza Venezia.

## Lìmites
- Rione Colonna: via del Seminario, piazza Sant'Ignazio, via del Caravita.
- Rione Trevi: via del Corso e piazza San Marcello, piazza Venezia.
- Rione Campitelli: via San Marco.
- Rione Sant'Angelo: via delle Botteghe Oscure, via Florida.
- Rione Sant'Eustachio: via della Torre Argentina, piazza Santa Chiara, via della Rotonda, piazza della Rotonda.

## Atractivos
- Panteón de Agripa
- Piazza Venezia
- Piazza della Minerva
- Largo di Torre Argentina
- Collegio Romano
- Iglesia del Gesù
- Palazzo Venezia
- Palazzo Doria-Pamphili
- Iglesia de San Ignacio de Loyola
- Basilica di Santa Maria sopra Minerva

## Galerìa

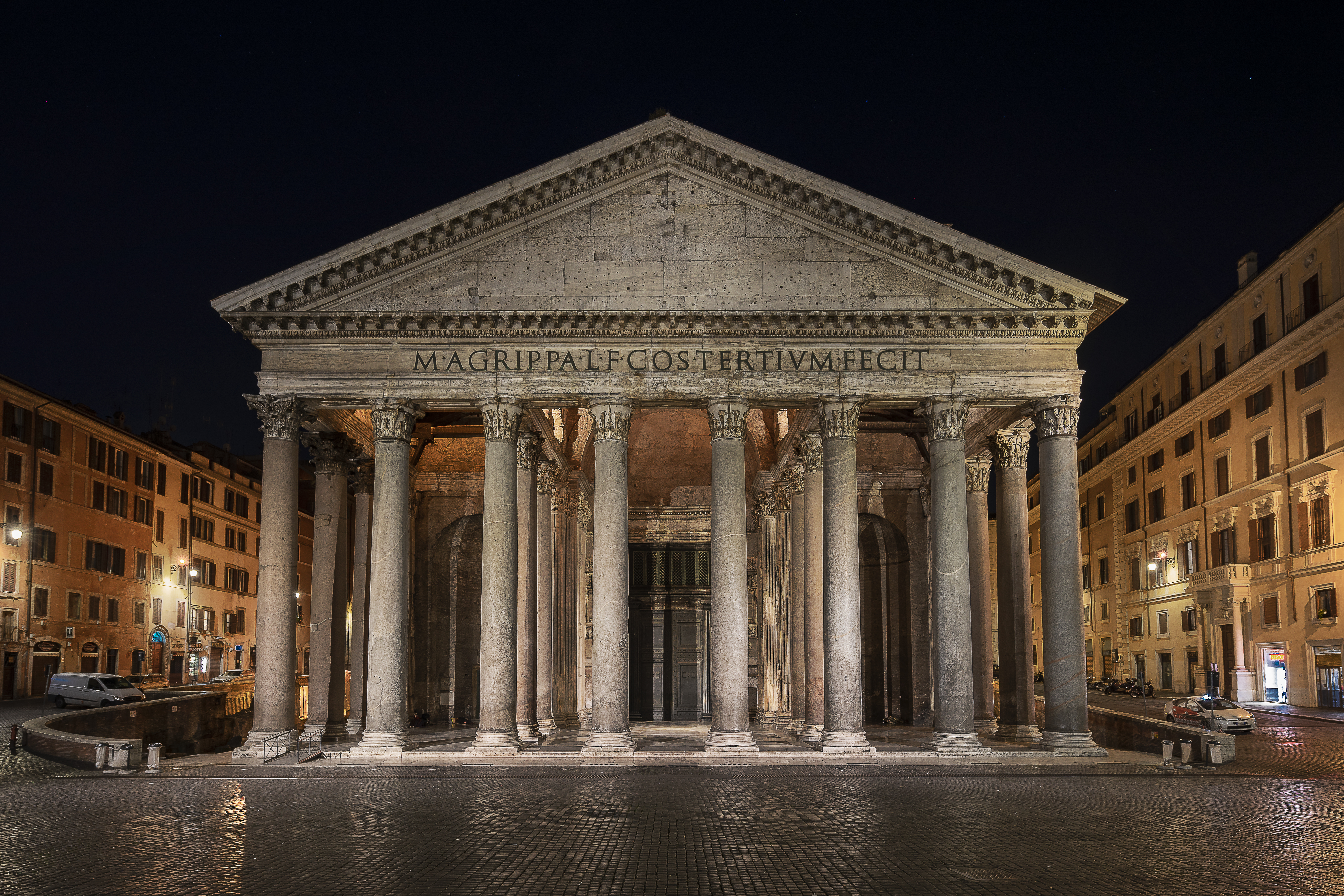
Panteón de Agripa
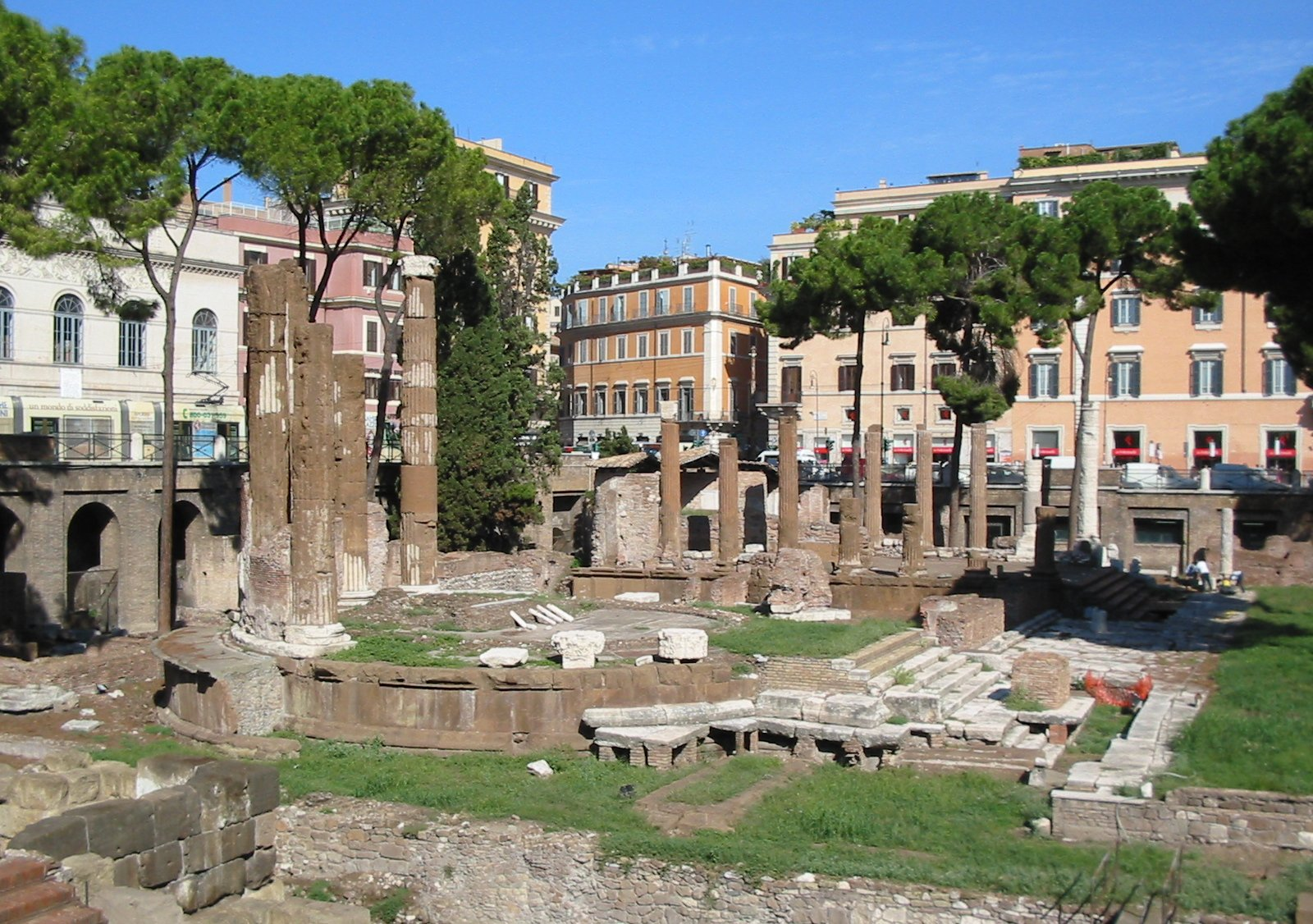
Area Sacra de Largo de Torre Argentina
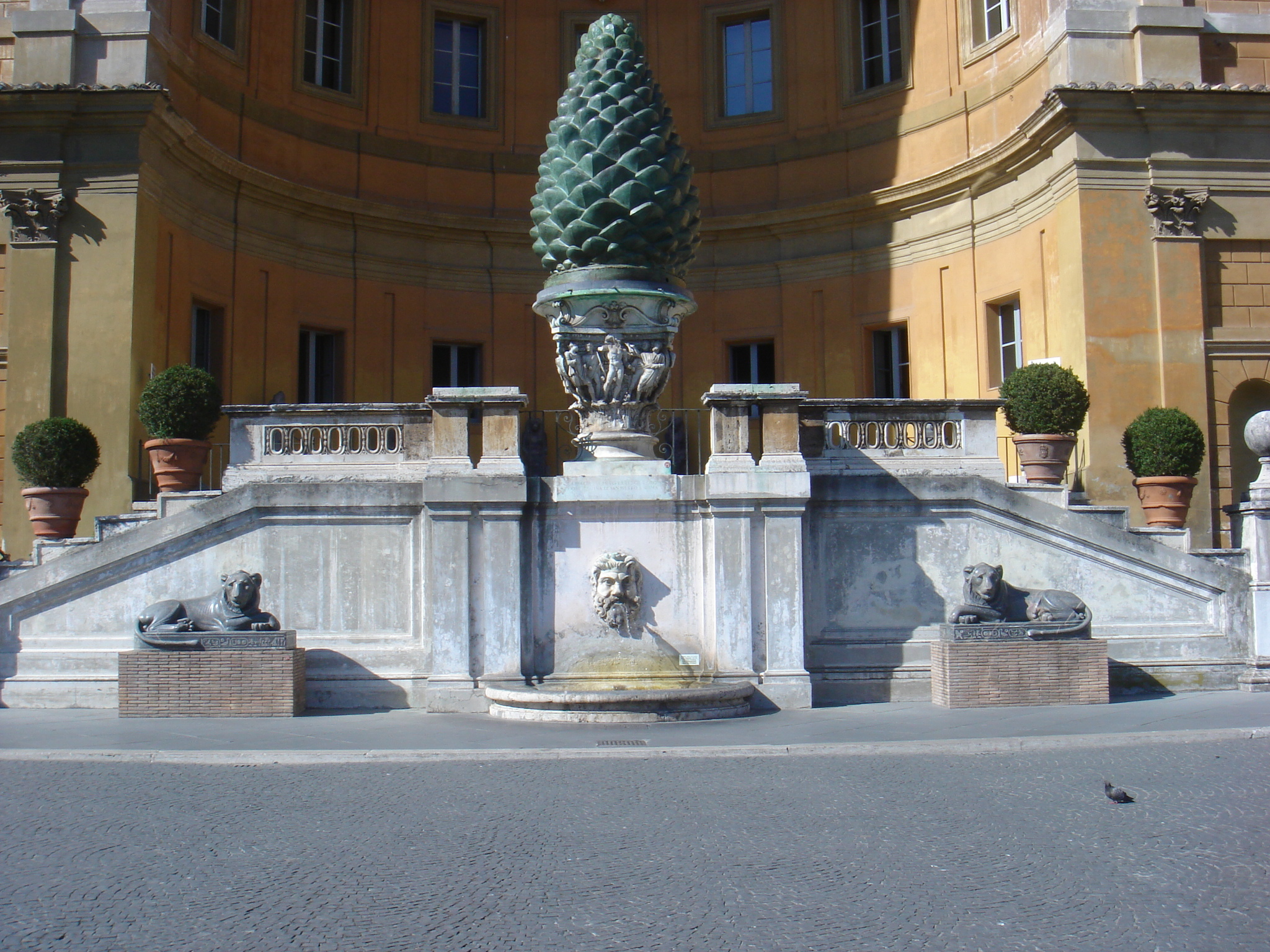
La "Pigna romana", en el patio homónimo del Vaticano
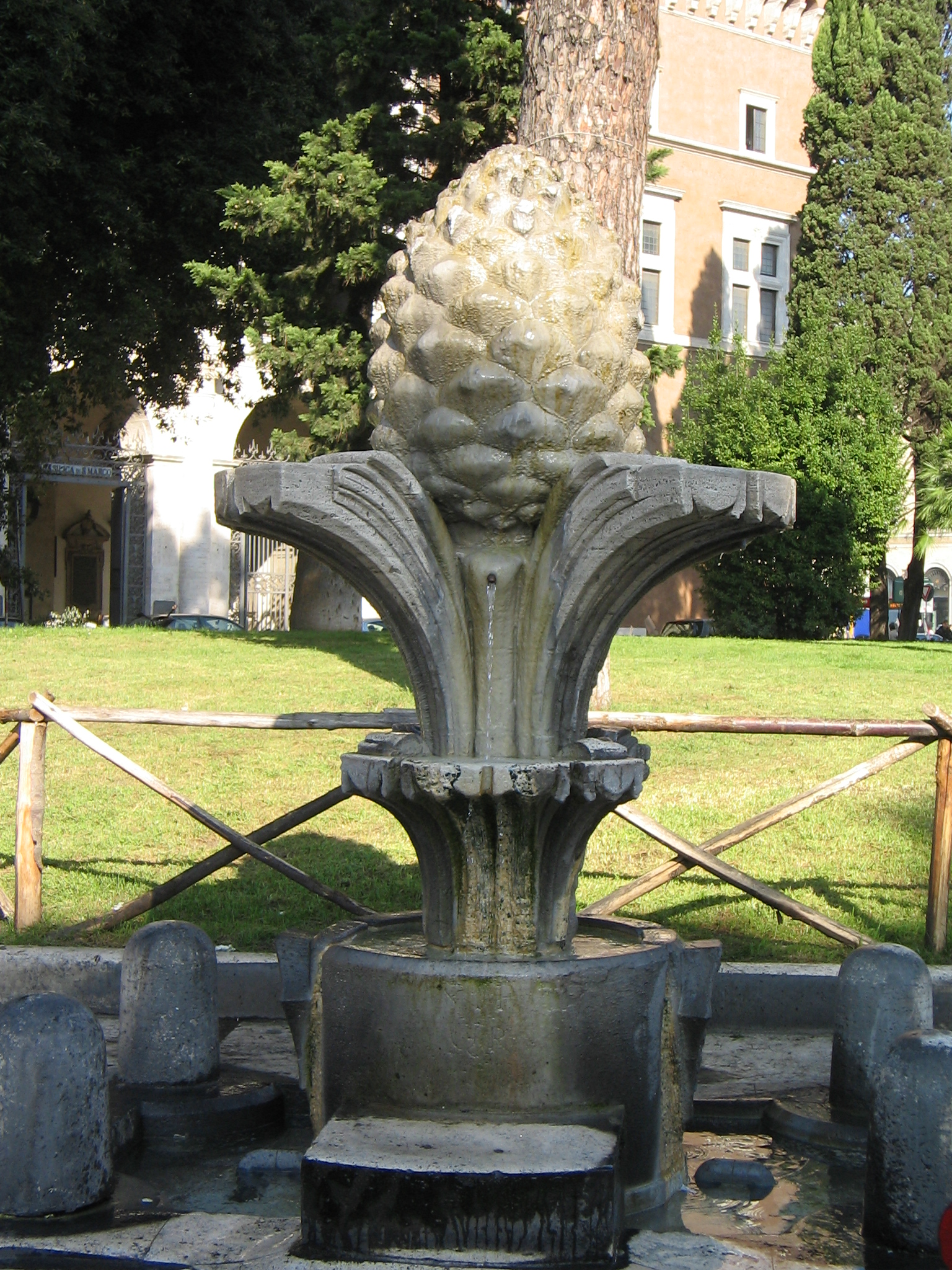
La fuente de la Pigna.
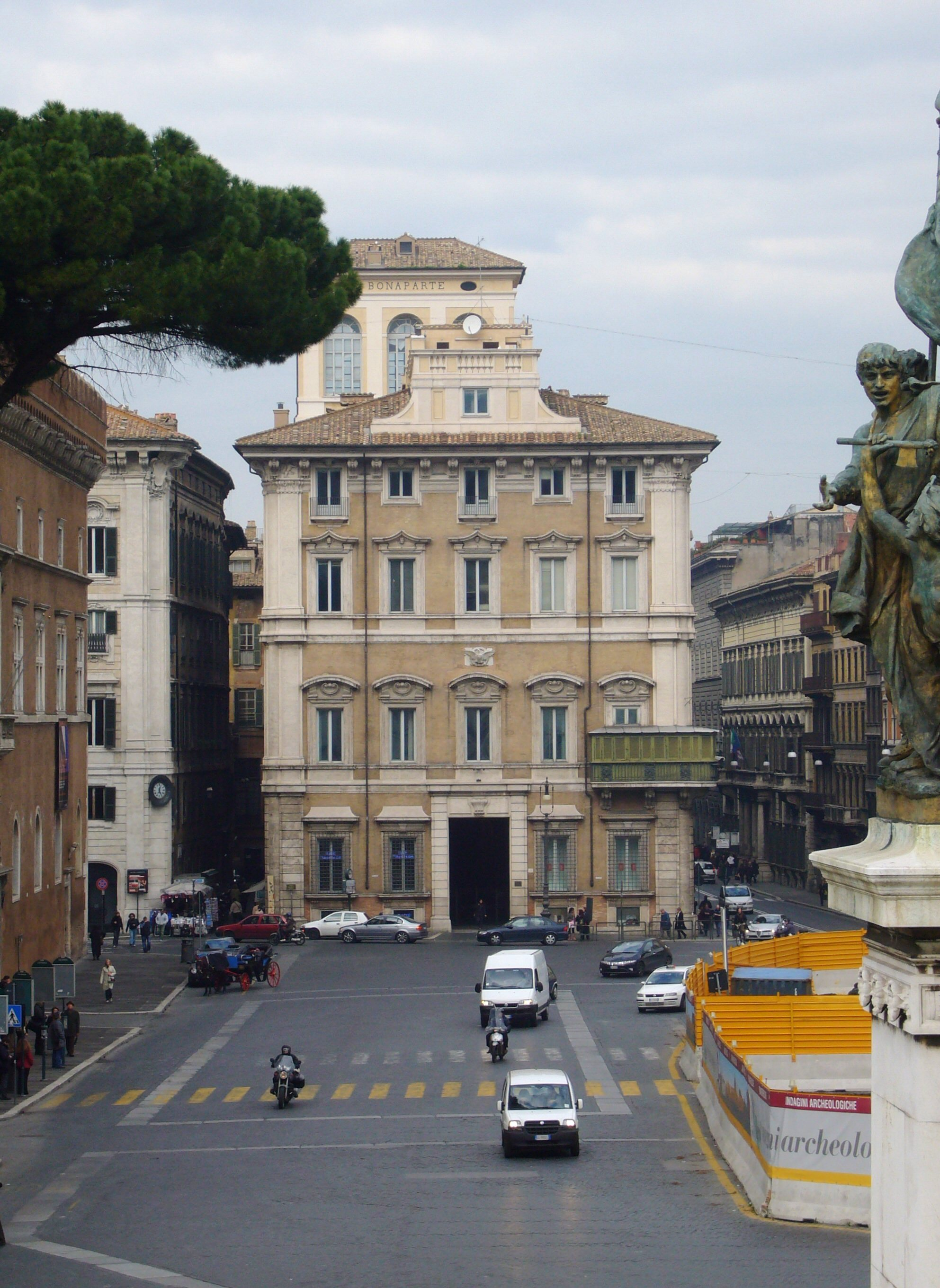
Palacio Bonaparte en "Piazza Venezia"
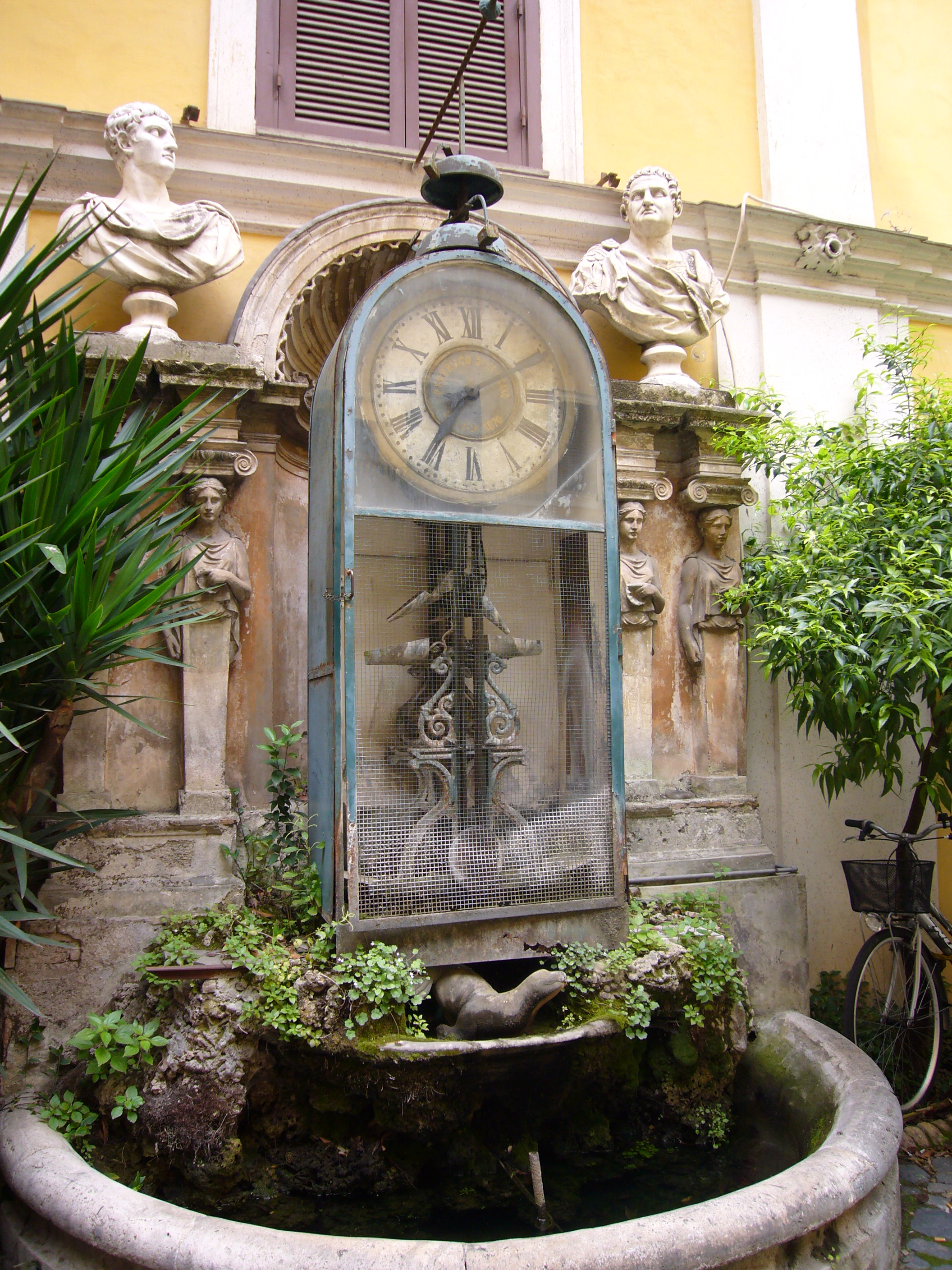
El Idrocronometro de el Palacio Berardi en via del Gesù
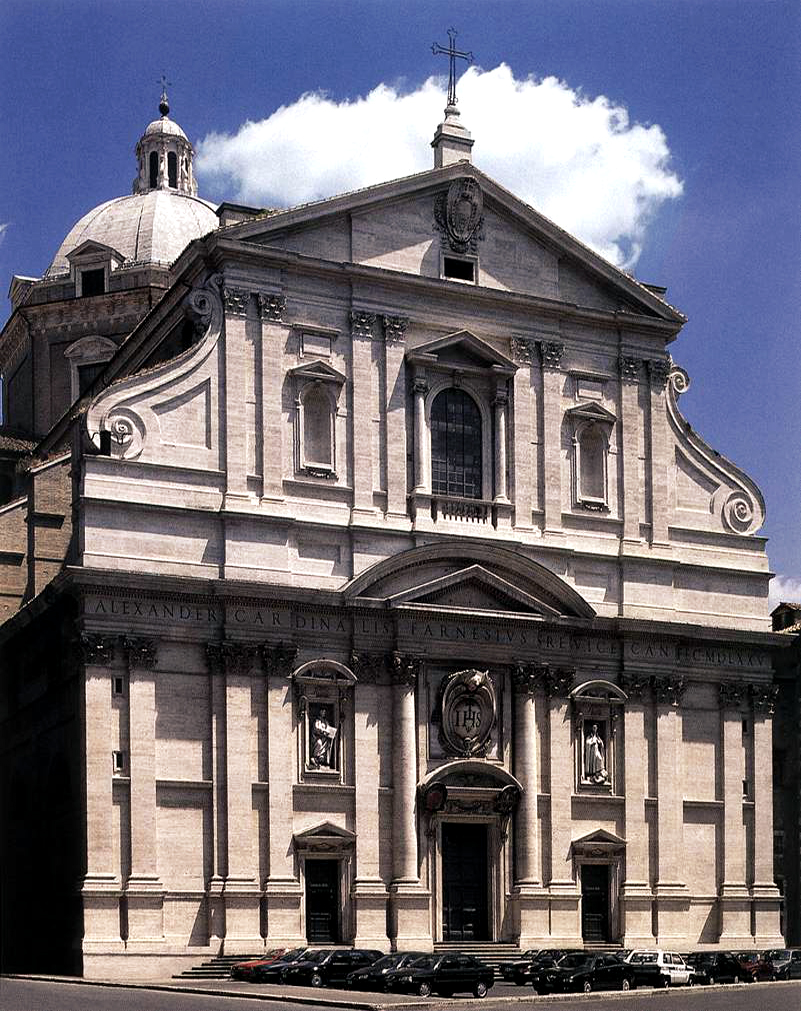
La iglesia del Jesús
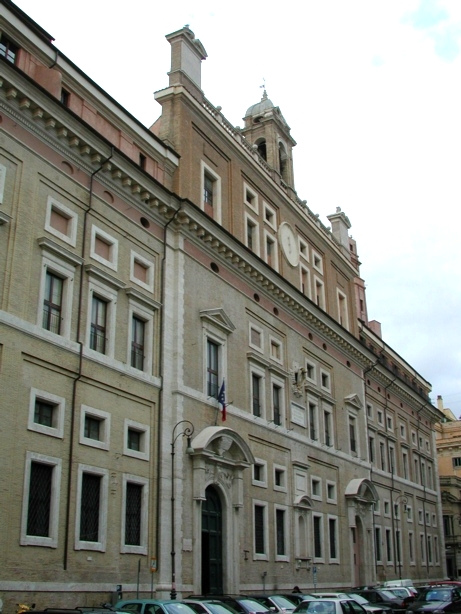
Collegio Romano